# Provincia di Cutervo
La provincia di Cutervo è una provincia del Perù, situata nella regione di Cajamarca.

## Geografia antropica

### Suddivisioni amministrative
È divisa in 15 distretti (comuni)
- Cutervo
- Callayuc
- Choros
- Cujillo
- La Ramada
- Pimpingos
- Querocotillo
- San Andrés de Cutervo
- San Juan de Cutervo
- San Luis de Lucma
- Santa Cruz
- Santo Domingo de la Capilla
- Santo Tomás
- Socota
- Toribio Casanova